# Champ gazier de Chafag-Asiman

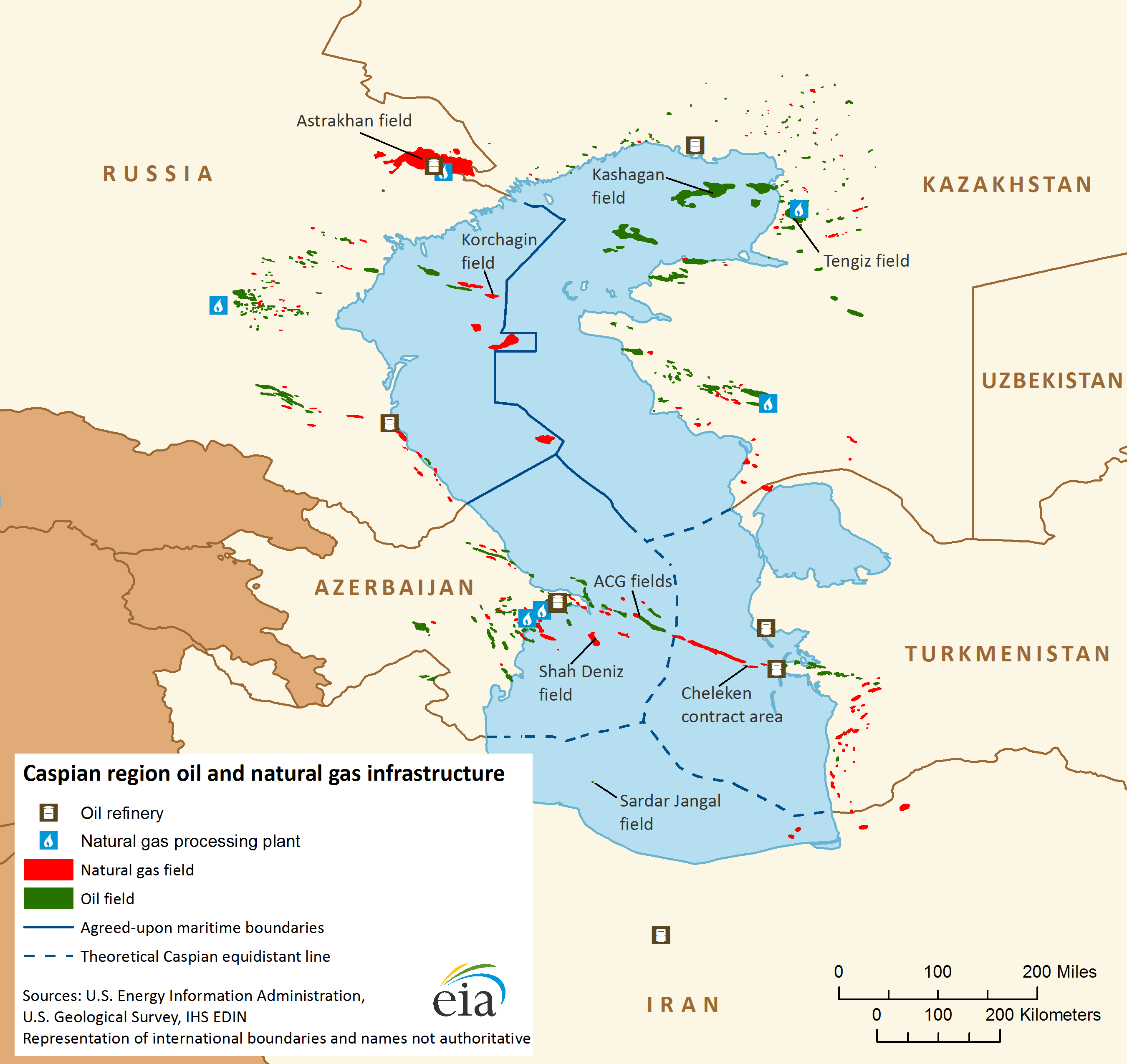
Carte de la mer Caspienne et de ses champs de gaz et de pétrole.

Chafag-Asiman est un grand complexe de structures géologiques offshore dans la mer Caspienne situé à 125 km au sud-est de Bakou, en Azerbaïdjan. Les structures Chafag et Asiman ont été précédemment appelées D8 et D10, respectivement.

## Histoire
Un protocole d'accord pour l'exploration des structures Chafag-Asiman a été signé le 13 juillet 2009. Selon l'accord initial, le bloc offshore sera développé conjointement par BP et la société pétrolière nationale d'Azerbaïdjan (SOCAR). Le protocole d'accord a été signé par le président de la SOCAR, Rovnag Abdoullayev et le directeur général de l'exploration et de la production de BP, Andy Inglis, en présence du président de l'Azerbaïdjan, Ilham Aliyev et de l'ancien Premier ministre du Royaume-Uni, Gordon Brown
Le protocole d'accord a été suivi par la signature des chefs d'accord sur les principes commerciaux de base sur l'exploration et le développement conjoints des champs par Rovnag Abdoullayev et le président de BP Azerbaïdjan, Rachid Javanchir, le 6 juillet 2010, lors de la visite du président de BP, Tony Hayward à Azerbaïdjan. Le PSA pour le développement et l'exploration du bloc Chafag-Asiman couvre une période de 30 ans avec une extension potentielle pouvant aller jusqu'à 5 ans supplémentaires. Les deux premiers puits d'exploration seront forés au cours des quatre prochaines années avec une extension possible des travaux d'exploration pour 3 années supplémentaires. Tous les coûts des travaux d'exploration seront couverts par BP.
Le développement du bloc Chafag-Asiman est considéré par certains comme une extension du projet Azeri-Chirag-Guneshli (ACG), opéré par BP. Les travaux d'exploration devraient débuter au second semestre 2016 et se poursuivre jusqu'au second semestre 2017.

## Réservoir
Le bloc offshore couvre une superficie de près de 1100 kilomètres carrés (420 miles carrés) qui n'avaient jamais été explorés auparavant. Les champs sont situés dans une section en eau profonde de près de 650 à 800 mètres (2 130 à 2 620 pieds) avec une profondeur de réservoir d'environ 7 000 mètres (23 000 pieds). Les réserves initiales sont estimées à environ 500 milliards de mètres cubes de gaz et 65 millions de tonnes de condensat. Les levés géophysiques 2D précédemment réalisés au bloc indiquent que ces structures à pose profonde peuvent contenir de grandes quantités de gaz. L'étude sismique 3D en trois étapes est réalisée par Géophysique caspienne  sous contrat BP. La première phase sera achevée en 2011; la deuxième phase de traitement des données en 2012 et la troisième phase d'interprétation des données au premier semestre 2014.